# Chris Joris
Chris Joris (Mechelen, 1952) is een Belgisch percussionist, pianist en componist. Hij is de zoon van operazanger Jan Joris en vader van singer-songwriter Naima Joris.  

## Levensloop
Joris speelde bij Aksak Maboul in 1977 en op hun eerste album, maar verliet de groep een jaar later. Hij nam op met Zuid-Afrikaans bassist Johnny Mbizo Dyani en trok dat jaar naar Parijs, waar hij deel uitmaakte van het percussie-trio "Assum". In de jaren 80 vormde hij de Afrikaanse groep Bula Sangoma, een collectief rond percussie en zang. Hij werkte in die periode ook samen met David Linx, waarmee hij de hommage cd: A Lover's Question" opnam met de teksten en de stem van Amerikaans schrijver James Baldwin. 
Lid van het Frank Vaganee Quintet. Midden jaren 90 vormde hij "The Chris Joris Experience", waarin musici passeerden over de jaren heen als: Jeroen Van Herzeele, Bart Defoort, Ben Sluijs, Pierre Vaiana, Ernst Vranckx, Free Desmyter, Nic Thys, Chris Mentens, Sam Versweyveld, Yannick Peeters, Michel Seba, Frédéric Malempré en vele anderen en toerde in Frankrijk, Nederland, Engeland, Duitsland, Oostenrijk, Polen, Tsjechië, Roemenië, Zweden, Denemarken, Mexico, China, Canada en Guadeloupe. 
Hij speelde samen en maakte opnames met Art Farmer, Toots Thielemans en Steve Lacy.( jaren '90).
In 1998 won Joris de Gouden Django (Django d'Or).
Later ontving hij de Sabam-prijs en in 2003 de Klara-prijs voor beste jazz-cd "Out Of The Night" en werd hij tevens genomineerd als beste jazzcomponist op de Zamu-awards.
Vanaf 2001 concerteerde en nam Chris Joris op met Bob Stewart, Cameron Brown, Philip Catherine, Eric Person, Tuur Florizoone, The Brussels Jazz Orchestra, Adama Dramé, Baba Sissoko en vormde hij een jaar lang een duo met pianist Mal Waldron.
In de sector vrije improvisatie werkt Joris samen met Paul Van Gysegem, Patrick De Groote, Cel Overberghe, Jean Demey, Eric Vermeulen en Laurent Blondiau. Joris maakte 9 cd's en 1 DVD.
In 2016 neemt hij de cd "HOME and Old Stories" op met zijn dochters Naima Joris (zang, gitaar, percussie) en Saskia Joris (zang), zoon Yassin Joris (zang, gitaar), Bart Borremans (ts), Free Desmyter (p), Lara Rosseel (cb), Christophe Millet (perc). 
Joris schrijft tevens voor het jazzmagazine Jazzmozaïek en was docent op de Antwerpse Jazzstudio, de Artesis/Plantijn hogeschool (Conservatorium Antwerpen) en tijdens de zomerstages van L'Academie International d'Eté de Wallonie. 
Chris Joris is tevens kunstschilder.
- Bibliothèque nationale de France: cb139233541 (data)
- Gemeinsame Normdatei: 1144990815
- International Standard Name Identifier: 0000 0000 0307 687X
- Library of Congress Control Number: no2007043485
- MusicBrainz: d8efc7e1-09e5-4630-b9dc-1e6bb8f51756
- Virtual International Authority File: 24789121
- WorldCat: E39PBJhxrCBwGxGJ3vD3ygJMT3